# هیروکلس اسکندرانی
هیروکلس اسکندرانی (یونانی: Ἱεροκλῆς ὁ Ἀλεξανδρεύς) یک نویسنده و فیلسوف نوافلاطونی بوده‌است که در قرن پنجم میلادی می‌زیسته‌است.